# Jeff Ward (actor)
Jeff Ward (Washington DC, 30 de desembre de 1986) és un actor estatunidenc.

## Biografia
Ward va néixer a Washington, DC, i va créixer a Radnor, Pennsilvània, un suburbi de Filadèlfia, on va començar a actuar en produccions teatrals. Té una germana petita que és mestra de tercer grau. Ward va assistir a la Tisch School of the Arts juntament amb el seu company Miles Teller. També és un antic alumne de l'Escola d'Actuació Stella Adler.

## Carrera
El 2017, va interpretar el paper de Seth Marlowe a la sèrie d'antologia de terror aclamada per la crítica Channel Zero.
Més tard, el 2017, va ser seleccionat com a Deke Shaw a la sèrie de televisió Marvel Cinematic Universe Agents de S.H.I.E.L.D. en un paper recurrent durant la cinquena temporada. Originalment va ser elegit com Virgil, un personatge secundari que mor al primer episodi de la temporada, però durant la taula de lectura de l'episodi, el repartiment principal va pensar que Ward "ho va clavar" com Virgil i volia que es quedés com a Deke que encara no havien estat emesos. Després de la lectura, els productors es van posar en contacte amb Ward i li van oferir una audició per a Deke, la qual cosa va acabar amb ell en última instància en el paper. Ward va ser ascendit a sèrie regular durant la temporada sisena, i va tornar en aquesta capacitat per a la setena i última temporada.
|
El setembre de 2022, Ward va interpretar el paper de Buggy el pallasso a la sèrie de Netflix One Piece, basada en el manga del mateix nom.

## Filmografia

### Cinema
| Any  | Títol              | Paper  |
| ---- | ------------------ | ------ |
| 2012 | Vamperifica        | Peter  |
| 2017 | The Boy Downstairs | Marcus |
| 2019 | Plus One           | Trevor |

### Televisió
| Any       | Títol                           | Paper             | Notes                   |
| --------- | ------------------------------- | ----------------- | ----------------------- |
| 2005      | Law & Order: Criminal Intent    | Darwin Mondale    | episodi: 5x06           |
| 2011      | Body of Proof                   | Patrick Spradlin  | episodis: 2x05-2x07     |
| 2012      | Holly's Holiday                 | Milo Ames         | Pel·lícula de televisió |
| 2015      | The Mentalist                   | Matthew Stoppard  | episodi: 7x08           |
| 2016      | Manson's Lost Girls             | Charles Manson    | Pel·lícula de televisió |
| 2016      | Rosewood                        | Wyatt Montgomery  | episodi: 1x14           |
| 2017      | Channel Zero                    | Seth Marlowe      | 6 episodis              |
| 2017–2020 | Marvel's Agents of S.H.I.E.L.D. | Deke Shaw         | 45 episodis             |
| 2021      | Hacks                           | George            | 2 episodis              |
| 2021      | Brand New Cherry Flavor         | Roy Hardaway      | 8 episodis              |
| 2023      | One Piece                       | Buggy el pallasso | 6 episodis              |